# Rijeka (stacja kolejowa)
Rijeka – stacja kolejowa w Rijece, w żupanii primorsko-gorskiej, w Chorwacji. Znajduje się na linii Pivka – Rijeka i Zagrzeb – Rijeka.

## Historia
Stacja została uruchomiona w 1873 roku, kiedy otwarto dwie linie kolejowe i stała się w tym czasie punktem granicznym sieci między Austrią i Węgrami, współtworzącymi monarchię austro-węgierską.
Po I wojnie światowej, gdy miasto przyłączono do Królestwa Włoch, stacja stała się granicą między Ferrovie dello Stato i Jugoslovenske Železnice.
Po II wojnie światowej, stację włączono do Jugosławii, zmieniając jej nazwę (i miasta) z Fiume na Rijeka. Od 1991 roku należy do Hrvatske željeznice.
| Rijeka                            |  |                                |
| Linia Pivka – Rijeka (55,4 km)    |  |                                |
| Krnjevoodległość: 2,6 km          |  |                                |
| Linia Zagrzeb – Rijeka (653,2 km) |  |                                |
|                                   |  | Šušak-Pećine odległość: 2,9 km |